# (500500) 2012 TJ276
(500500) 2012 TJ276 es un asteroide perteneciente al cinturón de asteroides, descubierto el 18 de octubre de 2007 por el equipo del Spacewatch desde el Observatorio Nacional de Kitt Peak, Arizona, Estados Unidos.

## Designación y nombre
Designado provisionalmente como 2012 TJ276.

## Características orbitales
2012 TJ276 está situado a una distancia media del Sol de 3,010 ua, pudiendo alejarse hasta 3,456 ua y acercarse hasta 2,565 ua. Su excentricidad es 0,147 y la inclinación orbital 4,632 grados. Emplea 1908,34 días en completar una órbita alrededor del Sol.

## Características físicas
La magnitud absoluta de 2012 TJ276 es 16,4. 